# 仮面 (テレビドラマ)
『仮面』（かめん、原題：가면）は、2015年に韓国のSBSで放送された連続テレビドラマ。財閥家を舞台にしたサスペンスドラマで、主演はチュ・ジフンとスエが務めた。
日本ではテレビ東京の関東ローカル枠「韓流プレミア」で、2016年11月29日より放送された。

## 主要登場人物
ピョン・ジスク〈29歳〉
演 - スエ
百貨店の販売員。
チェ・ミヌ〈30歳〉
演 - チュ・ジフン
SJグループ専務理事。
ミン・ソクフン〈34歳〉
演 - ヨン・ジョンフン
ミヌの義兄。ミヨンの夫。
チェ・ミヨン〈31歳〉
演 - ユ・イニョン
ミヌの腹違いの姉。ソクフンの妻。
ソ・ウナ〈27歳〉
演 - スエ
ミヌの婚約者。国会議員ソ・ジョンフンの娘。